# Люти, Оскар
Оскар Вильгельм Люти (нем. Oscar Wilhelm Lüthy; 26 июня 1882, Берн — 1 октября 1945, Цюрих) — швейцарский художник, близкий к импрессионистам. Входил в группу «Союз модерна» («Der moderne Bund»).

## Жизнь и творчество
Художественное и архитектурное образование получил в Берне, а местной школе прикладного искусства. Затем, в период с 1903 и по 1917 год жил и работал на юге Швейцарии, в кантоне Валлис, где занимался живописью (плэнер). Позднее продолжил изучать рисунок частным образом в Мюнхене, у художника Ганса Лицмана. Здесь Люти знакомится с религиозной живописью. В 1911 году он, вместе с Гансом Арпом и Вальтером Гельбигом, создаёт группу «Союз модерна» («Der moderne Bund»). В составе этого союза художников Оскар Люти принимает участие в трёх его выставках, в том числе в манифестации 1912 года в цюрихском Доме искусств (Kunsthaus Zürich). Совершив затем учебные поездки по Италии и в Париж, художник живёт в Цюрихе. В период с 1918 и по 1920-й год Оскар Люты принимает участие в базельских художественных выставках объединения «Новая жизнь (Das Neue Leben)». В том же 1920 году он подписывает так называемый «Манифест дадаистов».

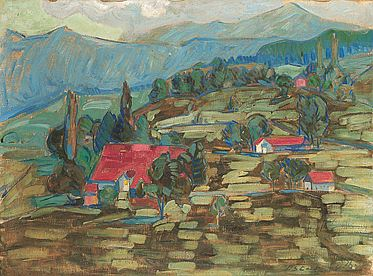
Оскар Люти. Пейзаж с домами и деревьями

В 1920-е годы в мировоззрении Люти происходят определённые перемены. Под влиянием художника Отто Мейер-Амдена он начинает интересоваться вопросами антропософии и христианской мистики. В 1925 году Городской музей искусств Дрездена (Stadtmuseum Dresden) приобретает полотно Оскара Люти «Мадонна. Пьета». После прихода к власти в Германии национал-социалистов в 1933 году она была изъята из музейной экспозиции и затем передана для демонстрации на выставке так называемого «Дегенеративного искусства». В 1937 году на этой, проходившей тогда в Мюнхене выставке полотно «Мадонна» висело в зале 1, вместе с картинами Эмиля Нольде и Карла Шмидт-Ротлуфа.
Проживая в Швейцарии, в последние годы своей жизни Оскар Люти много работал над заказами различных церковных организаций. Последнем его большим творением в 1941—1942 годах было алтарное полотно для Христовой церкви в городе Эрликон близ Цюриха. Произведения художника можно увидеть во многих музеях и картинных галереях Швейцарии — в Цюрихе, Берне, Санкт-Галлене, Аарау и др.